# Florida Georgia Line (ep)
Florida Georgia Line is een ep van het Amerikaanse countryduo Florida Georgia Line. De nummers van deze ep zijn ook terug te vinden op het album Can't Say I Ain't Country, dat een jaar later in 2019 verscheen.

## Tracklist
1. "Simple" - 3:05
2. "Colorado" - 2:57
3. "Talk You Out of It" - 3:22
4. "Sittin’ Pretty" - 3:06